# Jan Antoni Miączyński
Jan Baptysta Antoni Julian Miączyński herbu Suchekomnaty (ur. 20 lutego 1906 we Lwowie, zm. 21 kwietnia 1960 w Warszawie) – doktor historii sztuki.

## Życiorys
Był najmłodszym synem hr. Antoniego Miączyńskiego oraz Julii Miączyńskiej z d. Trzeciak, jego prapraprapapradziadkiem był Piotr Michał Miączyński. W kwietniu 1938 roku wziął ślub z hr. Urszulą Tarnowską, jednak po niecałym pół roku nastąpiła separacja. 
Po II wojnie światowej (1947) współtworzył Muzeum Mikołaja Kopernika we Fromborku, wchodząc w skład Komitetu Fromborskiego pod patronatem Muzeum Narodowego.
Autor przewodnika Poznaj Muzeum Mikołaja Kopernika we Fromborku, wyd. nakł. Związku Historyków Kultury i Sztuki, Warszawa 1949.
Autor artykułów w kwartalniku „Biuletyn Historii Sztuki”.

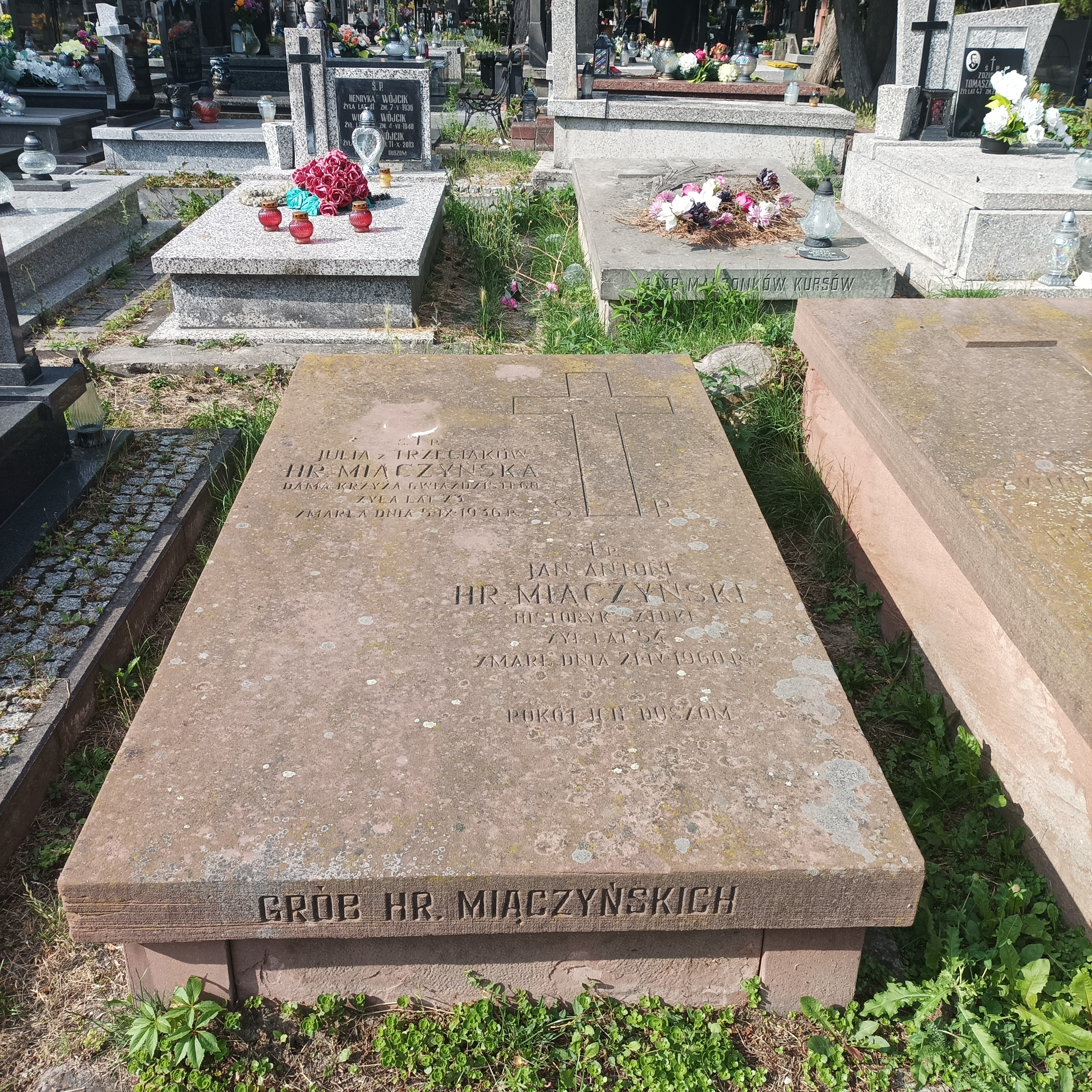
Grób Jana Miączyńskiego na cmentarzu przy ulicy Lipowej w Lublinie

== Rodzeństwo ==
- Maria de Pourbaix z Miączyńskich – właścicielka dóbr Włodzimierzec, żona Kamila de Pourbaix,
- Antonina Miączyńska – żona Aleksandra Kobylańskiego – właściciela majątku Snowidów pow. Buczacz, oraz Janowiec pow. tarnowski
- Jerzy Miączyński – kapitan WP, obrońca Lwowa, dr prawa, wiceburmistrz Jarosławia, zginął w Oświęcimiu.